# Theodosia Stirling
Theodosia Stirling, född 1815, död 1904, var en australiensisk skådespelare och operasångerska. Hon var engagerad vid Theatre Royal, Hobart (1841-1845), vid Royal Victoria Theatre, Sydney, och därefter tillsammans med sin make ledare för ett berömt kringresande teatersällskap, där hon spelade kvinnliga huvudroller. 
Hon var född som Theodosia Yates, barnbarndsbarn till Richard Yates och Mary Ann Yates, men kallade sig Stirling som scennamn. Hon gifte sig med musikern James Guerin i Hobart, och slutligen 1857 med aktören Richard Stewart, och blev mor till Nellie Stewart.
Theodosia Stirling tillhörde de scenartister som rekryterades från London till Hobart av Anne Clarke 1841, och kom att bli Tasmaniens operaprimadonna.   Hon lämnade Tasmanien 1845 och engagerade sedan i Sydney, där hon blev en ledande operasångerska och en av få som ansågs jämförbara med primadonnan Marie Carandini.